# Johan Gadolin
Johan Gadolin (5. lipnja 1760. – 15. kolovoza 1852.), je bio finski kemičar, fizičar i mineralog. Gadolin je otkrio kemijski element itrij. Također, smatra ga se osnivačem finskog kemijskog istraživanja, uz činjenicu da je bio drugi držalac Kraljevske akademije u Turku.

## Rani život
Johan Gadolin je rođen u Turku (Finska, tada dio Švedske), kao sin Jakoba Gadolina. Započeo je studij matematike na Kraljevskoj akademiji u Turku kada je imao 15 godina. Uskoro matematiku odbacuje zbog zahtjevnosti, te mijenja svoj glavni predmet u kemiju. 1779. godine Gadolin se premjestio na Sveučilište Uppsala gdje ga je podučavao Torbern Bergman.
1790. godine, izabran je za člana Kraljevske švedske akademije znanosti.

## Kemija
Gadolin je postao poznatim kada je otkrio prvi rijetki zemni element. 1792. godine Gadolin je primio uzorak crnog i teškog minerala pronađenog u kamenolomu švedskog sela Ytterby, nedaleko od Stockholma. Pomnim pokusima, izolirao je rijetki zemni oksid koji je kasnije nazvan itrija. U tom je mahu izolirao i itrijev trihidroksid. Itrija, ili itrijev oksid, bio je dotad prvi poznat spoj rijetkih zemnih elemenata, tada smatran elementom. Rad je objavljen 1794. godine.
Mineral koji je Gadolin proučavao, nazvan je gadolinitom 1800. godine. Pronalazači elementa gadolinija i njegova oksida gadolinija imenovali su otkriveno po Gadolinu. 
U ranijim radovima iz 1788. godine Gadolin je pokazao da isti element može imati više oksidacijskih brojeva, na primjeru Sn(II) and Sn(IV). Živopisno je prikazao reakciju disproporcioniranja: 
2 Sn(II) →  Sn(0) + Sn(IV).
Gadolin je proučavao i specifične topline i latentne topline od 1787. – 92. Ovi su termokemijski radovi bili vrlo precizni.
Jedno od njegovih posljednjih izučavanja bila je kemijska analiza kineske legure (pak tong) (alpacca, novo srebro) 1810. i 1827.
Gadolin je postao profesor kemije na Kraljevskoj akademiji Turku 1797. Bio je jedan od prvih kemičara koji je studentima dopustio laboratorijske vježbe. Čak im je dopustio upotrebu njegova vlastita laboratorija. Napisao je prvi protuflogistonski udžbenik u Nordijskim državama.
Bio je blizak prijatelj Johana Gottlieba Gahna i Carla Wilhelma Scheelea.
Poznat je i po objavljivanju prvog primjera Liebigova kondenzatora.